# 虞山吳派
虞山吳派，或稱吳派，是近代的一個古琴流派，由吳景略開創，

吳文光繼承並發展。

## 風格描述

### 吳景略
- 清麗飄逸、靈巧多變 ，既有柔美如歌的抒情，又有跌宕奇妙的轉折[1]
- 以氣韻見長，兼有北之雄奇，豪宕與宏廓，又有南之清潤，柔婉和流麗，融南北風格為一體[3]
- 飛騰綺麗。[2][10]技術精熟，[11]氣韻生動，[12]深入淺出。[13]風格健美，意境深遠。[14]氣象恢宏，骨氣洞達。[15]

### 吳文光
- 繼承了以氣韻見長的虞山吳派演奏傳統，以表現自然之趣和擅長心理描寫為追求，形成了個人的當代新文人行吟風格。[7]

### 共同
- 唱譜[16]
- 重視音樂的分句、抑揚頓挫及起承轉合。[16]
- 將滑音分為音頭、音腹和音尾，並有輕重緩急的處理。[16]

## 琴譜
- 《虞山吳氏琴譜》[17]

## 琴人
- 余青欣[18][19][20]
- 吳自英[21]
- 楊典[22]